# Honus Wagner
Pour les articles homonymes, voir Wagner.
Johannes Peter "Honus" Wagner, né le 24 février 1874 à Chartiers Township, Pennsylvanie et mort le 6 décembre 1955 à Carnegie, Pennsylvanie, est un joueur américain de baseball des Ligues majeures. Introduit au Temple de la renommée du baseball dès 1936, il dispute à Ty Cobb le titre de meilleur joueur de l'histoire avant l'apparition de Babe Ruth.
Pendant sa carrière, il est huit fois meneur pour la moyenne au bâton et cinq fois en points produits. Il est parmi les joueurs qui ont frappé plus de 3 000 coups sûrs. Ses 8 championnats des frappeurs représentent le meilleur total de titres de l'histoire de la Ligue nationale. Premier joueur ayant accumulé 3 000 coups sûrs dans la Ligue nationale (le total de Cap Anson n'est pas reconnu officiellement en raison de règles différentes à l'époque), Wagner détenait le record de 3 415 à la fin de sa carrière, marque battue par Stan Musial en 1961. Il est aussi parmi les dix premiers de l'histoire des Ligues majeures pour les doubles (9e), les triples (3e) et les buts volés (10e). En 2014, près d'un siècle après son dernier match, Honus Wagner est le 7e meilleur frappeur de coups sûrs de l'histoire.

## Carrière

### Joueur
Honus Wagner commence sa carrière professionnelle chez les Colonels de Louisville en 1897. Durant son année de recrue, il frappe en 61 parties une moyenne au bâton de ,338. Il confirme les saisons suivantes mais son équipe périclite en 1899. Wagner est embauché avec d'autres joueurs de Louisville par les Pirates de Pittsburgh.
Dès ses débuts avec sa nouvelle équipe en 1900, Wagner s'illustre en remportant le titre de meilleur frappeur avec une moyenne de ,381 au bâton. Après avoir joué à de nombreux postes, lanceur inclus, Wagner devient principalement arrêt-court à partir de la saison 1901. Ses débuts à ce poste furent pourtant très délicat : il commet trois erreurs dans la même manche, mais s'impose ensuite comme le meilleur arrêt-court de la ligue.
Surnommé « le Hollandais volant », Wagner dispute la première édition des Séries mondiales en 1903. À la surprise générale, les Pirates s'inclinent contre les Americans de Boston et Wagner est décevant au cours de cette série avec seulement ,222 de moyenne au bâton.
Wagner et les Pirates ont l'occasion de laver l'affront de 1903 six ans plus tard en participant de nouveau à la Série mondiale. Les Tigers de Détroit, emmenés par le jeune Ty Cobb (22 ans), apparaissent sur le papier aussi solides que les Pirates dominés par Wagner, 35 ans. Cette série sera la seule confrontation directe entre Cobb et Wagner. Wagner survole les débats en frappant ,333 de moyenne au bâton avec six vols de buts, nouveau record des séries mondiales. Cobb est décevant avec seulement ,231 de moyenne au bâton. Les Pirates remportent le titre par quatre victoires à trois.

### Entraîneur
Sa carrière de joueur achevée, Wagner devient manager des Pirates en 1917. Il ne reste en poste que cinq matches avant de démissionner.
Il retrouve le baseball quelques années plus tard en devenant instructeur pour les Pirates de 1933 à 1952.

## T206 American Tobacco Company

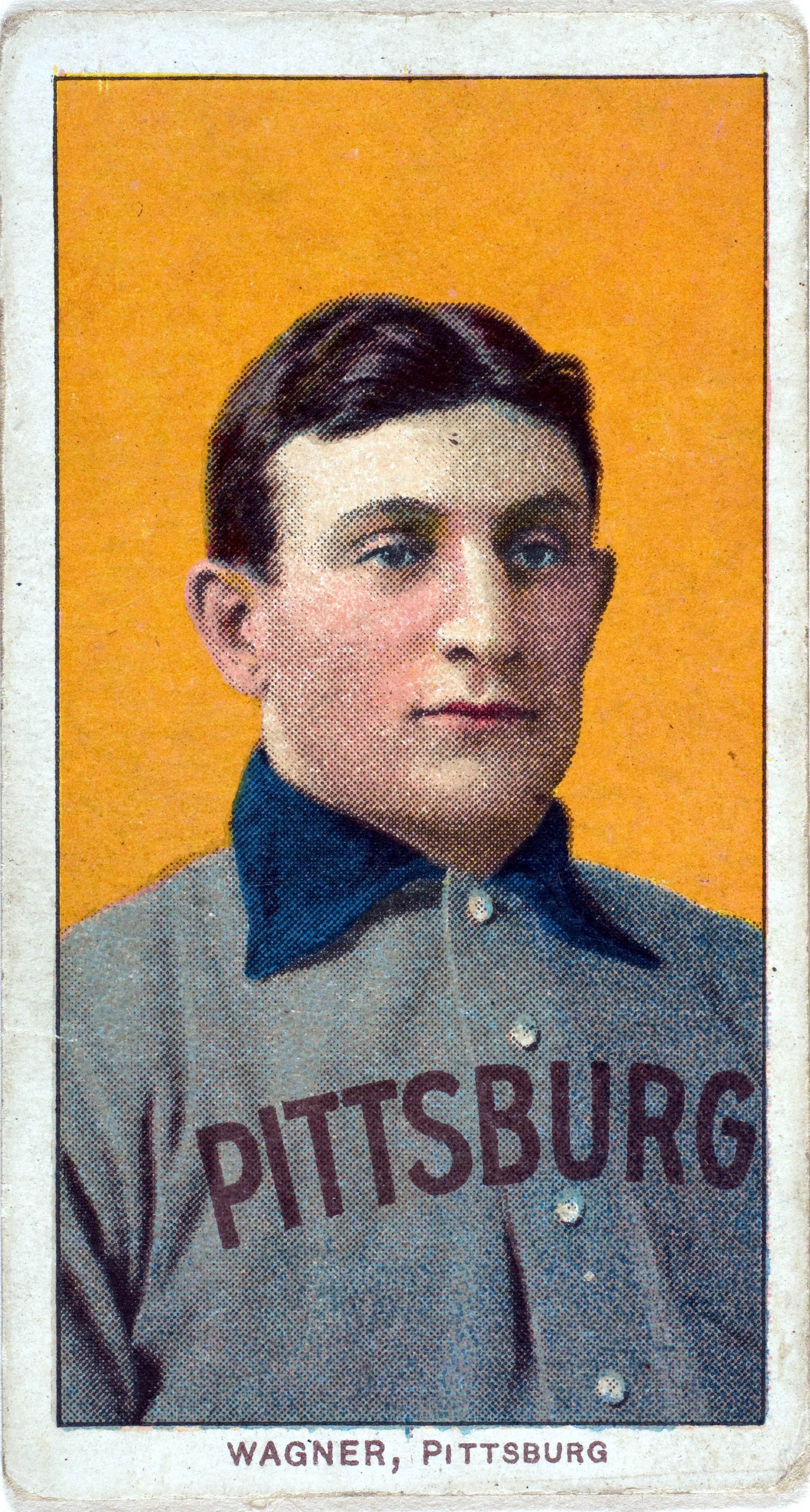
Honus Wagner, carte American Tobacco Company T206 de 1909

La carte de baseball T206 de la série d'American Tobacco Company de 1909 ou 1911 représentant Honus Wagner est la plus recherchée par les collectionneurs. On estime que 50 à 200 exemplaires de cette carte sont en circulation au début du XXIe siècle. Cette rareté a provoqué une inflation record au niveau de sa valeur, atteignant en février 2007 le prix 2,35 millions de dollars lors d'une vente aux enchères. L'un des exemplaires les plus célèbres de cette carte est achetée en 1991 par le légendaire joueur de hockey Wayne Gretzky, qui la revend quatre ans plus tard.

## Statistiques
| G    | AB    | H    | 2B  | 3B  | HR  | R    | RBI  | BB  | SO  | AVG   | OBP   | SLG   | OPS   |
| ---- | ----- | ---- | --- | --- | --- | ---- | ---- | --- | --- | ----- | ----- | ----- | ----- |
| 2792 | 10430 | 3415 | 640 | 252 | 101 | 1736 | 1732 | 963 | --- | 0,327 | 0,384 | 0,466 | 0,750 |

- 2 792 parties jouées
- 10 430 présences au bâton
- 3 415 coups sûrs
- 640 doubles
- 252 triples
- 722 buts volés
- Moyenne au bâton: ,327

## Dans la culture populaire
Dans la série télévisée Prison Break, le personnage de David Apolskis (interprété par Lane Garrison) est condamné à 5 ans de prison pour vol qualifié d'objet de grande valeur après avoir dérobé une carte de baseball de 1910 à l'effigie de Honus Wagner, estimée à 300 000 dollars. 